# میتسورو آداچی
میتسورو آداچی (انگلیسی: Mitsuru Adachi؛ زاده ۹ فوریهٔ ۱۹۵۱) یک مانگاکا اهل ژاپن است. وی در سال 1969 از مدرسه عالی بازرگانی Gunma Prefectural Maebashi فارغ التحصیل شد و به عنوان دستیار Isami Ishii کار خود را شروع کرد. آداچی اولین کار مانگای خود را در سال 1970 با Kieta Bakuon بر پایه یک مانگا ایجاد کرد که توسط Satoru Ozawa خلق شده بود. 